# Eucopia unguiculata
Eucopia unguiculata är en kräftdjursart som först beskrevs av Willemoes-Suhm 1875.  Eucopia unguiculata ingår i släktet Eucopia och familjen Eucopiidae. Arten är reproducerande i Sverige. Inga underarter finns listade i Catalogue of Life.